# Koregaon (ort i Indien, Satara Division)
Koregaon är en ort i Indien.   Den ligger i distriktet Satara Division och delstaten Maharashtra, i den sydvästra delen av landet, 1 300 km söder om huvudstaden New Delhi. Koregaon ligger 669 meter över havet och antalet invånare är 23 539.
Terrängen runt Koregaon är huvudsakligen platt, men åt nordväst är den kuperad. Runt Koregaon är det tätbefolkat, med 276 invånare per kvadratkilometer. Närmaste större samhälle är Sātāra, 18,0 km väster om Koregaon. Omgivningarna runt Koregaon är en mosaik av jordbruksmark och naturlig växtlighet.